# Hadena melanoleuca
Hadena melanoleuca är en fjärilsart som beskrevs av Druce 1908. Hadena melanoleuca ingår i släktet Hadena och familjen nattflyn. Inga underarter finns listade i Catalogue of Life.